# Mount Geikie, British Columbia
Mount Geikie är ett berg i Kanada.   Det ligger i provinsen British Columbia, i den centrala delen av landet, 3 200 km väster om huvudstaden Ottawa. Toppen på Mount Geikie är 2 403 meter över havet. Mount Geikie ingår i The Ramparts.
Terrängen runt Mount Geikie är bergig åt sydväst, men åt nordost är den kuperad. Trakten runt Mount Geikie är nära nog obefolkad, med mindre än två invånare per kvadratkilometer.. Det finns inga samhällen i närheten. 
Trakten runt Mount Geikie består i huvudsak av gräsmarker.